# جايلون سميث
جايلون سميث (من مواليد 14 يونيو 1995) هو لاعب كرة قدم أمريكي وكيل حر. لعب كرة القدم الجامعية في نوتردام وتمت صياغته في المرتبة 34 بشكل عام من قبل دالاس كاوبويز في الجولة الثانية من مسودة اتحاد كرة القدم الأميركي (NFL) لعام 2016 .

## مهنة المدرسة الثانوية
التحق سميث بمدرسة مدرسة الأسقف لورز الثانوية في فورت واين بولاية إنديانا، حيث كان يعمل في ليترمان في كرة القدم وكرة السلة والمسار. في كرة القدم، حصل على جائزة بوشكاش كأحد كبار، والتي تُمنح لأفضل لاعب في خط الظهير بالمدرسة الثانوية في البلاد، 
ساعد مدرسة الأسقف لورز الثانوية على 40-28 فوق إيفانسفيل ماتر دي في لعبة لقب إنديانا 2A 2012 بينما كان يندفع لمسافة 150 ياردة وسجل ثلاثة هبوط، حيث أصبحت مدرسة الأسقف لورز الثانوية أول مدرسة إنديانا 2A تفوز بأربعة ألقاب ولاية متتالية. انتهى بـ 1,265 ياردة متسارعة و 18 TDs في 176 محاولة في عام 2012 للذهاب مع 10 حفلات استقبال لمسافة 66 ياردة واثنين من TDs. دفاعيًا، سجل 72 تدخلًا (43 منفردًا)، 19.5 تدخلات للخسارة، ثمانية أكياس، تمسكين إجباريين، تعافي واحد وسبعة انحرافات تمريرة.
لعب في كرة السلة كطالب جديد وطالب في السنة الثانية وصغار، وكان زميلًا في فريق كرة السلة السابق بولاية أوهايو ديشاون توماس.
في سباقات المضمار والميدان، تنافس سميث في أحداث تتراوح من المرحلات إلى إطلاق النار على أنه كبير. في 2013، احتل المركز الرابع في الرمية، حيث بلغ معدل العلاقات العامة 14.81 مترًا (48 قدم 6 بوصات)، وركض الساق الصدارة في المركز الأول 4 × 100 م (43.43) والساق الرابع في المركز الثاني 4 × 400 م (3: 27.08). في لقاء SAC T&F 2013، قام بتثبيت فريق الأسقف لويرز للتتابع 4 × 100 متر، وفاز بالحدث بزمن 42.91 ثانية، و 4 × 400 متر، الذي انتهى في المركز الثالث، بينما احتل المركز الثالث أيضًا في اللقطة ضع (47 قدم 5 بوصة) وثمانية في اندفاعة 400 متر (53.46 ثانية).

## تجنيد
وقع سميث خطاب النوايا الخاص به في 6 فبراير 2013، والتزم بحضور ولعب كرة القدم في جامعة نوتردام. تم اعتباره أفضل لاعب خارجي في صفوف فريقه.

## مهنة الكلية

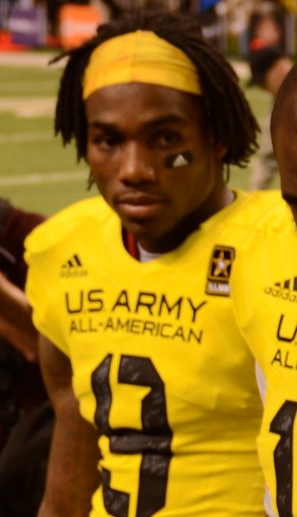
سميث في عام 2013 ،

في عام 2013، فاز سميث بمركز DOG في مركز الظهير الأساسي بفوزه على بن كوينكل، بعد أن اضطر لاعب البداية الحالي داني سبوند إلى التقاعد بسبب مشاكل الصداع النصفي. بدأ جميع المباريات الـ 13، وسجل 67 تدخلًا، بما في ذلك 6.5 للخسارة، وتعثر إجباري واحد، وثلاث تمريرات متقطعة واعتراض واحد. جاءت أفضل مباراة له في فوز 34-30 على ولاية أريزونا، حيث سجل تسع تدخلات، بما في ذلك 1.5 للخسارة. لقد حقق أول اعتراض مهني له ضد USC على تمريرة ألقاها كودي كيسلر.
مع وصول المنسق الدفاعي الجديد بريان فانجوردر، تم نقله إلى مركز الظهير الداخلي في عام 2014. لقد كان واحدًا من ثلاثة لاعبين بدأوا جميع المباريات الـ 13 في الدفاع، وسجل 112 تدخلًا، بما في ذلك 9 للخسارة، و 3.5 كيسًا، مضيفًا تمريرتين تفتيت وخطأ إجباري. حصل على لقب لاعب العام في الدفاع المشترك المستقل من FBS ، إلى جانب زميله في الفريق جو شميدت الرابع، وتم اختياره للفريق الثاني من قبل وكالة أسوشيتد برس.
خلال عامه الصغير في عام 2015، لعب سميث في جميع المباريات الـ13 بـ115 تدخلات، وتسع تدخلات للخسارة، وكيس واحد، وخمس تمريرات دافعة، واستعادتين متعثنتين، وتعثر إجباري واحد. حصل على جائزة بوشكاش، التي تُمنح سنويًا للاعب كرة القدم في الكلية. خلال مباراة فييستا بول ضد ولاية أوهايو، تعرض سميث لإصابة في الركبة في الربع الأول وغادر المباراة. تم التأكد من تشخيص حالة الركبة بالدموع في الرباط الصليبي الأمامي والخلفي. خضع لعملية جراحية ناجحة في الركبة في كلا الأربطة في 7 يناير 2016. في 11 كانون الثاني (يناير) 2016، أعلن سميث أنه سيتخلى عن أهليته المتبقية ويدخل مسودة اتحاد كرة القدم الأميركي لعام 2016.

### إحصائيات الكلية
| NCAA إحصائيات التوظيف الجماعي | NCAA إحصائيات التوظيف الجماعي | NCAA إحصائيات التوظيف الجماعي | NCAA إحصائيات التوظيف الجماعي | NCAA إحصائيات التوظيف الجماعي | NCAA إحصائيات التوظيف الجماعي | NCAA إحصائيات التوظيف الجماعي | NCAA إحصائيات التوظيف الجماعي | NCAA إحصائيات التوظيف الجماعي | NCAA إحصائيات التوظيف الجماعي | NCAA إحصائيات التوظيف الجماعي | NCAA إحصائيات التوظيف الجماعي | NCAA إحصائيات التوظيف الجماعي | NCAA إحصائيات التوظيف الجماعي | NCAA إحصائيات التوظيف الجماعي | NCAA إحصائيات التوظيف الجماعي | NCAA إحصائيات التوظيف الجماعي |
| نوتردام القتال الأيرلندية     | نوتردام القتال الأيرلندية     | نوتردام القتال الأيرلندية     | نوتردام القتال الأيرلندية     | نوتردام القتال الأيرلندية     | نوتردام القتال الأيرلندية     | نوتردام القتال الأيرلندية     | نوتردام القتال الأيرلندية     | نوتردام القتال الأيرلندية     | نوتردام القتال الأيرلندية     | نوتردام القتال الأيرلندية     | نوتردام القتال الأيرلندية     | نوتردام القتال الأيرلندية     | نوتردام القتال الأيرلندية     | نوتردام القتال الأيرلندية     | نوتردام القتال الأيرلندية     | نوتردام القتال الأيرلندية     |
| الموسم                        | فصل                           | GP                            | تدخل                          | تدخل                          | تدخل                          | تدخل                          | تدخل                          | اعتراضات                      | اعتراضات                      | اعتراضات                      | اعتراضات                      | اعتراضات                      | يتحسس                         | يتحسس                         | يتحسس                         | يتحسس                         |
| الموسم                        | فصل                           | GP                            | مشط                           | منفرد                         | أست                           | TfL                           | سك                            | كثافة العمليات                | ياردة                         | Lng                           | TD                            | PD                            | FF                            | FR                            | ياردة                         | TD                            |
| ----------------------------- | ----------------------------- | ----------------------------- | ----------------------------- | ----------------------------- | ----------------------------- | ----------------------------- | ----------------------------- | ----------------------------- | ----------------------------- | ----------------------------- | ----------------------------- | ----------------------------- | ----------------------------- | ----------------------------- | ----------------------------- | ----------------------------- |
| 2013                          | FR                            | 13                            | 67                            | 41                            | 26                            | 6.5                           | 0.0                           | 1                             | −1                            | −1                            | 0                             | 3                             | 1                             | 1                             | 0                             | 0                             |
| 2014                          | لذا                           | 13                            | 111                           | 64                            | 47                            | 9.0                           | 3.5                           | 0                             | 0                             | 0                             | 0                             | 2                             | 1                             | 0                             | 0                             | 0                             |
| 2015                          | JR                            | 13                            | 115                           | 69                            | 46                            | 9.0                           | 1.0                           | 0                             | 0                             | 0                             | 0                             | 5                             | 1                             | 2                             | 0                             | 0                             |
| مسار مهني مسار وظيفي          | مسار مهني مسار وظيفي          | 39                            | 292                           | 174                           | 118                           | 24.5                          | 4.5                           | 1                             | -1                            | -1                            | 0                             | 10                            | 3                             | 3                             | 0                             | 0                             |

## مهنة محترفة
قبل إصابته، كان من المتوقع أن يكون سميث من بين أفضل خمسة اختيار في مسودة اتحاد كرة القدم الأميركي (NFL) لعام 2016. في 11 كانون الثاني (يناير) 2016، أصدر سميث بيانًا عبر تويتر أعلن فيه قراره بالتخلي عن أهليته المتبقية ودخول مسودة اتحاد كرة القدم الأميركي لعام 2016. حضر سميث NFL Scouting Combine في إنديانابوليس من أجل مقابلة الفرق، لكنه لم يتمكن من المشاركة في التدريبات بسبب إصابته. في 14 أبريل 2016، كان سميث أحد الاحتمالات المتعددة التي خضعت لتقييم طبي مكثف حيث كانت فرق متعددة تشعر بالقلق من احتمال تلف الأعصاب. تلقى اختبارات لقياس وظيفته العصبية بموضوعية. حضر سميث زيارة ما قبل المسودة مع فريق سان فرانسيسكو 49. في ختام عملية المسودة الأولية، توقع خبراء وكشافة اتحاد كرة القدم الأميركي أن يتم اختيار سميث في وقت مبكر من الجولة الثانية إلى وقت متأخر مثل الجولة السادسة. توقع غالبية خبراء مشروع اتحاد كرة القدم الأميركي أن يكون اختيار الجولة الثالثة أو الرابعة. لقد احتل المرتبة العاشرة كأفضل لاعب خارجي، وحصل على المرتبة 11 من أفضل لاعب ظهير من قبل محلل اتحاد كرة القدم الأميركي مايك مايوك.

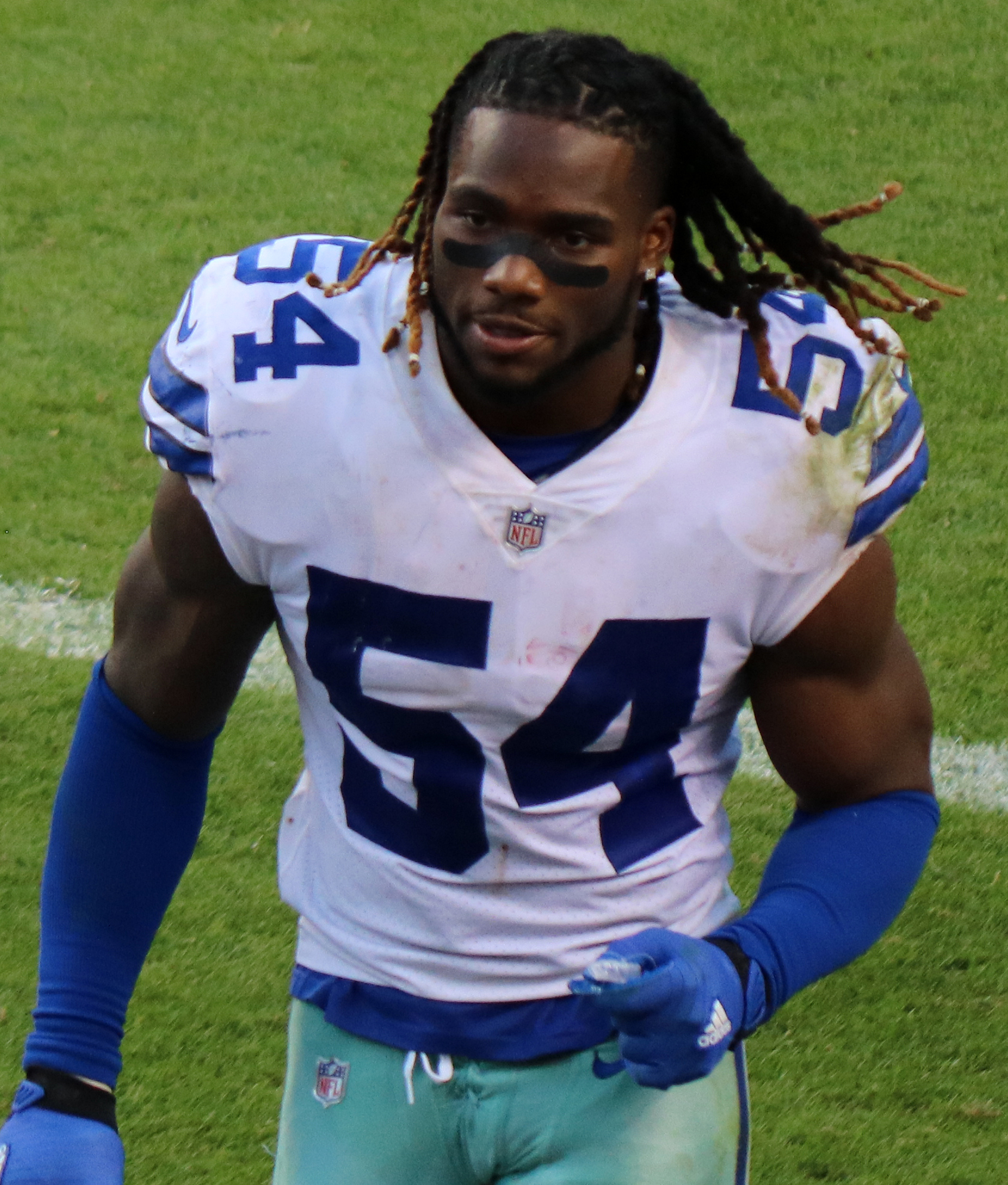
سميث في عام 2017

## دالاس كاوبويز
اختار فريق دالاس كاوبويز سميث في الجولة الثانية (المرتبة 34) من مسودة اتحاد كرة القدم الأميركي لعام 2016 . اختار الفريق سميث بعد أن حاولوا دون جدوى تداول خياراتهم الثانية (34 بشكل عام) والجولة الثالثة (67 إجماليًا) للعودة إلى الجولة الأولى من مسودة اتحاد كرة القدم الأميركي لعام 2016 لاختيار لاعب الوسط باكستون لينش. فاجأ فريق دالاس كاوبويز اختيار سميث للعديد من المراقبين ووسائل الإعلام حيث راهنوا على قدرة سميث على العودة من إصابته الخطيرة في الركبة اليسرى التي تعرض لها في مباراته الجامعية الأخيرة. تم إجراء عملية جراحية لسميث من قبل طبيب دالاس كاوبويز، دان كوبر. كان سميث رابع لاعب ظهير تمت صياغته في عام 2016.
في 20 مايو 2016، وقع فريق دالاس كاوبويز على سميث لمدة أربع سنوات، 6.49 دولار مليون عقد يتضمن 4.42 دولار مليون دولار ومكافأة توقيع2.92 دولار مليون.
صرح جاريد دوبين، كاتب رياضي في شبكة سي بي إس، في 29 يونيو 2016، أن «رعاة البقر واثقون من تشخيصهم لأن طبيب فريقهم هو الذي أجرى جراحة سميث». كما أشار إلى أنه نظرًا لأن طبيب الفريق هو الذي أجرى الجراحة، فإن رعاة البقر لديهم معلومات محدثة أكثر من الفرق الأخرى. ثم تابع دوبين بالقول إن رعاة البقر كانوا في حاجة ماسة إلى نجم مثل جايلون سميث، وأنهم لا يستطيعون تحمل خسارة مثل هذا الاحتمال القيم. كما هو متوقع، كان سميث غير نشط طوال موسم 2016 بأكمله في دوري كرة القدم الأمريكية حيث تعافى من تمزق الرباط الصليبي الأمامي و MCL.

### 2017
في 7 يونيو 2017، شارك سميث في التدريبات لأول مرة أمام وسائل الإعلام منذ تمزقه في ACL و MCL. دخل سميث معسكر التدريب كظهير احتياطي في الوسط. في 20 يوليو 2017، وقع فريق دالاس كاوبويز الظهير جاستن ديورانت كتأمين في حال لم يتمكن سميث من التعافي تمامًا قبل بداية الموسم العادي. كان من المتوقع أن يختبر سميث تجديدًا كاملاً للأعصاب في غضون ستة إلى تسعة أشهر بعد تعرضه لتلف في الأعصاب نتيجة إصابته. في 26 يوليو 2017، شارك سميث في التدريب في منصات كاملة لأول مرة منذ الكلية، لكنه تلقى ممثلين محدودًا لأن طاقم التدريب كان حذرًا حيث أصبح يتأقلم مع اللعب في منصات كاملة. خطط فريق دالاس كاوبويز لاستخدام سميث كلاعب احتياطي ودوراني بشكل أساسي في المركز الأول والثاني لأسفل لتجنب وضعه في مواقف التمرير. تم إلغاء خطة استخدامه لـ 25-30 لقطة لكل لعبة في النهاية بعد أن أُجبروا على استخدامه أكثر من المتوقع بعد أن عانى الظهير الوسطي أنتوني هيتشنز من كسر في الهضبة الظنبوبية في المباراة السابقة للموسم الجديد. عين المدرب الرئيسي جيسون جاريت سميث لاعب الوسط الأساسي لبدء الموسم العادي، جنبًا إلى جنب مع الظهير الخارجيين شون ليودامين ويلسون.
قدم أول ظهور احترافي له في الموسم العادي وأول بداية مسيرته في المباراة الافتتاحية لموسم دالاس كاوبويز ضد فريق نيويورك جاينتس وسجل سبع تدخلات مشتركة وأجبرهم على ارتباك خلال فوزهم في 19-3. في الأسبوع 4، جمع عشرة تدخلات مجتمعة أعلى مستوى في الموسم (سبعة منفردة) خلال خسارة 35-30 أمام لوس أنجلوس رامز. بقي سميث في مركز الظهير الأوسط في الأسابيع 4 و 5 بعد أن تم نقل أنتوني هيتشنز إلى الظهير الخارجي لملء شون لي المصاب. في الأسبوع السابع، تم تخفيض رتبة سميث إلى ظهير وسط احتياطي بعد عودة أنتوني هيتشنز من الإصابة. في 22 تشرين الأول (أكتوبر) 2017، سجل سميث ثلاث تدخلات مشتركة وأجبر على التعثر في أول حملته المهنية خلال فوز كاوبويز 40-10 في سان فرانسيسكو 49 في الأسبوع السابع. قام سميث بأول مهنة له مع لاعب الوسط في فريق سي جيه بياتارد في 49 لاعبًا لخسارة ستة ياردات، كما أجبر بيثارد على ارتباك من قبل زميله تيرون كروفورد في الربع الثالث. أنهى سميث موسمه الثاني في دوري كرة القدم الأمريكية في عام 2017 مع 81 تدخلًا مشتركًا (50 فرديًا)، واثنان من انحراف التمريرات، وتحسسان إجباريان، وكيس واحد في 16 مباراة وستة بدايات.

### 2018
دخل سميث معسكرًا تدريبيًا تم تحديده ليكون لاعب الوسط الأساسي بعد أن غادر أنتوني هيتشنز إلى كانساس سيتي تشيفز أثناء الوكالة الحرة. عين المدرب الرئيسي جيسون جاريت سميث لاعب الوسط الأساسي لبدء الموسم العادي، قبل اختيار الصاعد في الجولة الأولى لايتون فاندر إيش. بدأ الموسم إلى جانب لاعبي خط الوسط الخارجيين شون لي ودامين ويلسون. في 7 أكتوبر 2018، جمع سميث 12 تدخلات مشتركة (ستة منفردة)، وكسر تمريرة، وصنع كيسًا خلال خسارة 19-16 في هيوستن تكساس في الأسبوع 5.

### 2019

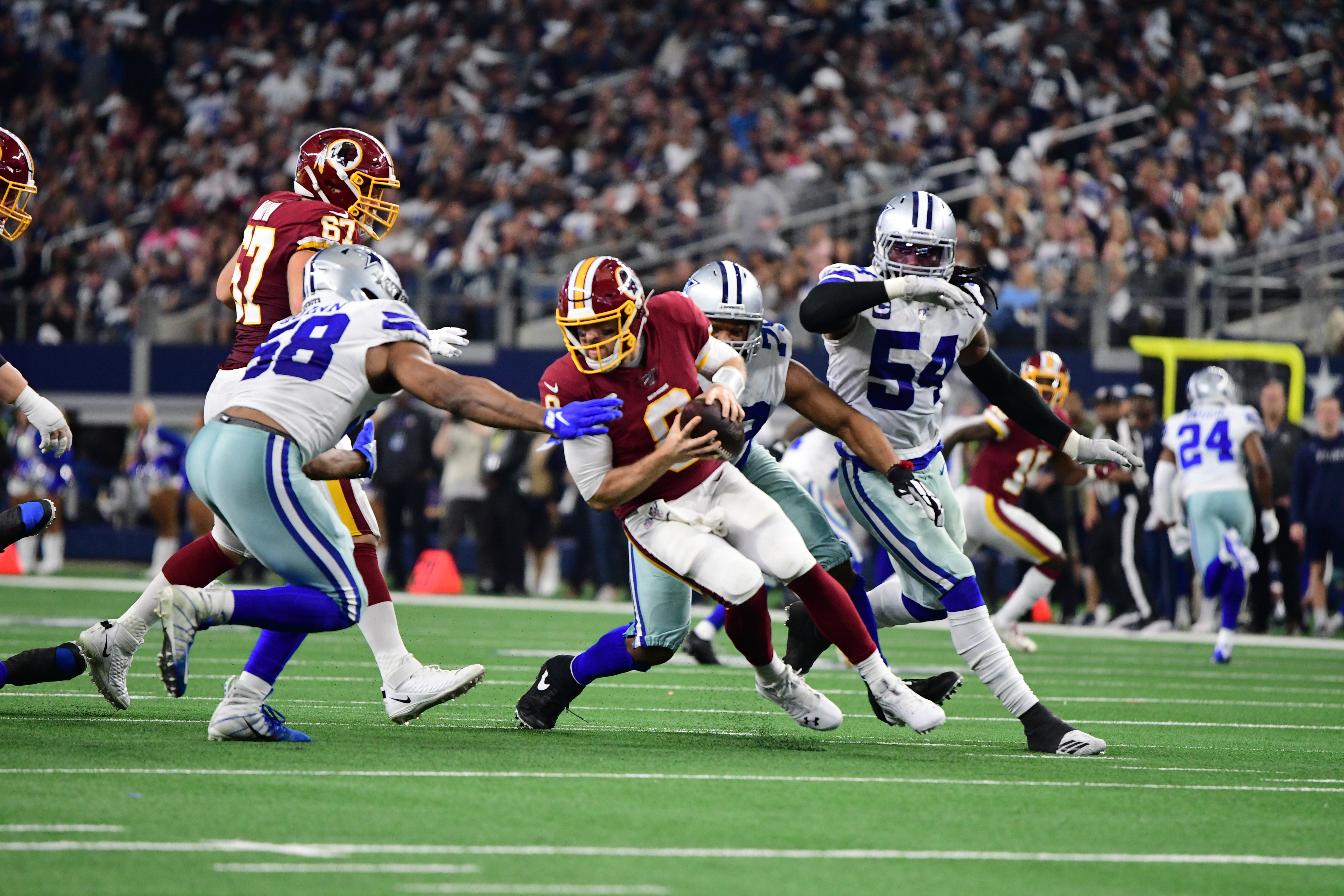
سميث في مباراة ضد واشنطن رد سكينز

في 20 أغسطس 2019، وقع سميث على 64 دولارًا لمدة خمس سنوات تمديد عقد مع كاوبويز بمبلغ 35.5 مليون دولار مليون مضمون، يبقيه متعاقدًا حتى موسم 2024.
تم انتخاب سميث أيضًا كقائد فريق لأول مرة لموسم دالاس كاوبويز 2019. في الأسبوع 9 ضد فريق نيويورك جاينتس في ليلة الإثنين لكرة القدم، سجل سميث 12 تدخلًا عاليًا للفريق ونصف كيس على دانيال جونز في الفوز 37-18. في الأسبوع 10 ضد مينيسوتا الفايكنج في كرة القدم ليلة الأحد (Sunday Night Football)، سجل سميث ارتفاعًا في 13 تدخلًا للفريق في الخسارة 28-24. في الأسبوع 17 ضد فريق واشنطن ريدسكينز، سجل سميث 8 تدخلات عالية للفريق واعترض تمريرة من كيس كينوم خلال فوز 47-16. كان هذا هو أول اعتراض وظيفي لسميث في اتحاد كرة القدم الأميركي.

### 2020
في الأسبوع 2 ضد أتلانتا فالكونز، قاد سميث الفريق بـ13 تدخلات خلال 40-39 جاءت من الخلف. في الأسبوع 11 ضد مينيسوتا الفايكنج، سجل سميث أول كيس كامل له في الموسم على كيرك كوزينز خلال الفوز 31-28. في الأسبوع 12 ضد فريق واشنطن لكرة القدم في عيد الشكر، سجل سميث أول اعتراض له من تمريرة ألقاها أليكس سميث وعاد 43 ياردة خلال الخسارة 41-16.

### 2021
في وقت سابق لاتحاد كرة القدم الأميركي التي في غير موسمها، خضع لعملية جراحية في المعصم في يناير. كما أعلن قراره بتغيير رقمه من 54 إلى 9 من أيام دراسته الجامعية، على الرغم من رد الفعل العام من بعض قاعدة المعجبين، قائلاً إن الرقم ينتمي إلى لاعب الوسط السابق توني رومو. أفادت وسائل الإعلام، أن التغيير أجبر سميث على دفع مبلغ متوسط ستة أرقام، من أجل إعادة شراء المخزون الحالي من القمصان والقمصان التي تحمل رقمه القديم.
في 5 أكتوبر 2021، أطلق كاوبويز سراح سميث بعد أن رفض التنازل عن شرط عقد ضمان الإصابة لعام 2022، لحماية الفريق من دفعة محتملة قدرها 9.2 مليون دولار. كما تم تمريره على مخطط العمق من قبل المبتدئ ميكا بارسونز والمحارب المخضرم كيانو نيل. ظهر في 4 مباريات مع 2 بدايات خلال الموسم.
أنهى مسيرته في كابويز بـ 68 مباراة، و 516 معالجة (20 للخسارة)، و 9 أكياس، واعتراضين، و 6 تمسكات قسرية، و 5 عمليات استرجاع متعثرة (بما في ذلك واحدة عادت للهبوط).

### غرين باي باكرز
في 7 أكتوبر 2021، وقع سميث مع شركة غرين باي باكرز. في 2 نوفمبر 2021، تم إطلاق سراح سميث. ظهر في مباراتين، وسجل تدخلًا واحدًا في 27 لقطة دفاعية.

### نيويورك جاينتس
في 17 ديسمبر 2021، وقع سميث مع فريق تدريب نيويورك جاينتس. في 18 ديسمبر 2021، تم تنشيط سميث من فرقة التدريب كبديل لـ كوفيد-19 في المباراة ضد فريق دالاس كاوبويز. في 20 ديسمبر 2021، تمت ترقية سميث إلى القائمة النشطة.

## إحصائيات اتحاد كرة القدم الأميركي الوظيفية
| سنة                  | فريق                 | ألعاب | ألعاب | تدخلات | تدخلات | تدخلات | تدخلات | اعتراضات       | اعتراضات | اعتراضات | اعتراضات | اعتراضات | يتحسس | يتحسس | يتحسس |
| سنة                  | فريق                 | GP    | ع     | مشط    | منفرد  | أست    | سك     | كثافة العمليات | ياردة    | متوسط    | TD       | PD       | FF    | FR    | TD    |
| -------------------- | -------------------- | ----- | ----- | ------ | ------ | ------ | ------ | -------------- | -------- | -------- | -------- | -------- | ----- | ----- | ----- |
| 2017                 | DAL                  | 16    | 6     | 81     | 50     | 31     | 1.0    | 0              | 0        | 0.0      | 0        | 4        | 2     | 0     | 0     |
| 2018                 | DAL                  | 16    | 16    | 121    | 82     | 39     | 4.0    | 0              | 0        | 0.0      | 0        | 2        | 2     | 2     | 1     |
| 2019                 | DAL                  | 16    | 16    | 142    | 83     | 59     | 2.5    | 1              | 0        | 0.0      | 0        | 9        | 2     | 1     | 0     |
| 2020                 | DAL                  | 16    | 16    | 154    | 89     | 65     | 1.5    | 1              | 43       | 43.0     | 0        | 5        | 0     | 2     | 0     |
| 2021                 | DAL                  | 4     | 2     | 18     | 13     | 5      | 0.0    | 0              | 0        | 0.0      | 0        | 0        | 0     | 0     | 0     |
| 2021                 | غيغابايت             | 2     | 0     | 1      | 1      | 0      | 0.0    | 0              | 0        | 0.0      | 0        | 0        | 0     | 0     | 0     |
| 2021                 | NYG                  | 4     | 2     | 19     | 12     | 7      | 1.0    | 0              | 0        | 0.0      | 0        | 1        | 0     | 0     | 0     |
| مسار مهني مسار وظيفي | مسار مهني مسار وظيفي | 74    | 58    | 536    | 330    | 206    | 10.0   | 2              | 43       | 21.5     | 0        | 21       | 6     | 5     | 1     |
| المصدر: NFL.com      |                      |       |       |        |        |        |        |                |          |          |          |          |       |       |       |

## الحياة الشخصية
لدى جايلون شقيق أكبر، رود الذي يعمل حاليًا وكيلًا مجانيًا لعب لخمسة فرق اتحاد كرة القدم الأميركي.

## روابط خارجية
- نوتردام قتال السيرة الذاتية الأيرلندية